# Dengeki Bunko: Fighting Climax
Dengeki Bunko Fighting Climax (電撃文庫 FIGHTING CLIMAX) es un videojuego arcade de 2D japonés de lucha que fue distribuido por Sega que traen juntos los personajes de las novelas ligeras de ASCII Media Works donde que fue el 20 aniversario de Dengeki Bunko, fue lanzada en el 18 de marzo de 2014.

## Modo de Jugabilidad
Dengeki Bunko Fighting Climax es un videojuego de segunda dimensión de lucha. El juego: se usa un joystick estándar de 8 posiciones y cuatro botones: A (ataque débil), B (ataque medio), C (ataque fuerte) y D (apoyar, para convocar a personajes de apoyo).

## Personajes
Los personajes de las novelas ligeras de ASCII Media Works fue compuesto en un principio por 21 personajes (7 los jugables, y 14 los asistentes), es parecido al M.U.G.E.N. que forma equipo de dos personajes: uno que es jugable y otro que es asistente.
Hasta el momento se han revelado 51 personajes (20 jugables y 31 asistentes), con el pasar del tiempo puede que se vayan añadiendo.

### Personajes Jugables
| Personaje de Anime | Series                                           | Seiyū               | Arcade revision | Original | Ignition |
| ------------------ | ------------------------------------------------ | ------------------- | --------------- | -------- | -------- |
| Akira Yuki         | Virtua Fighter                                   | Shin-ichiro Miki    | 1.2             | Sí       | Sí       |
| Ako                | Netoge no Yome wa Onna no Ko Janai to Omotta?    | Rina Hidaka         | 2.3             | No       | Sí       |
| Asuna              | Sword Art Online                                 | Haruka Tomatsu      | 1.0             | Sí       | Sí       |
| Emi Yusa           | Hataraku Maō-sama!                               | Yōko Hikasa         | 2.0             | No       | Sí       |
| Kirino Kosaka      | Ore no Imōto ga Konna ni Kawaii Wake ga Nai      | Ayana Taketatsu     | 1.0             | Sí       | Sí       |
| Kirito             | Sword Art Online                                 | Yoshitsugu Matsuoka | 1.0             | Sí       | Sí       |
| Kuroko Shirai      | To Aru Majutsu no Index/To Aru Kagaku no Railgun | Satomi Arai         | 2.15            | No       | Sí       |
| Kuroyukihime       | Accel World                                      | Sachika Misawa      | 1.0             | Sí       | Sí       |
| Mikoto Misaka      | To Aru Majutsu no Index/To Aru Kagaku no Railgun | Rina Satō           | 1.0             | Sí       | Sí       |
| Miyuki Shiba       | Mahōka Kōkō no Rettōsei                          | Saori Hayami        | 1.1             | Sí       | Sí       |
| Quenser Barbotage  | Heavy Object                                     | Natsuki Hanae       | 2.0             | No       | Sí       |
| Rentarō Satomi     | Black Bullet                                     | Yuki Kaji           | 1.15            | Sí       | Sí       |
| Selvaria Bles      | Valkyria Chronicles                              | Sayaka Ohara        | 1.2             | Sí       | Sí       |
| Shana              | Shakugan no Shana                                | Rie Kugimiya        | 1.0             | Sí       | Sí       |
| Shizuo Heiwajima   | Durarara!!                                       | Daisuke Ono         | 1.0             | Sí       | Sí       |
| Taiga Aisaka       | Toradora!                                        | Rie Kugimiya        | 1.1             | Sí       | Sí       |
| Tatsuya Shiba      | Mahōka Kōkō no Rettōsei                          | Yuichi Nakamura     | 2.1             | No       | Sí       |
| Tomoka Minato      | Ro-Kyu-Bu!                                       | Kana Hanazawa       | 1.0             | Sí       | Sí       |
| Yukina Himeragi    | Strike the Blood                                 | Risa Taneda         | 1.15            | Sí       | Sí       |
| Yuuki              | Sword Art Online                                 | Aoi Yuki            | 2.2             | No       | Sí       |

### Asistentes
| Personaje                | Serie                                            | Seiyū                          | Arcade revision | Original | Ignition |
| ------------------------ | ------------------------------------------------ | ------------------------------ | --------------- | -------- | -------- |
| Accelerator y Last Order | To Aru Majutsu no Index/To Aru Kagaku no Railgun | Nobuhiko Okamoto y Rina Hidaka | 1.2             | Sí       | Sí       |
| Alicia Melchiott         | Valkyria Chronicles                              | Marina Inoue                   | 1.2             | Sí       | Sí       |
| Boogiepop                | Boogiepop series                                 | Kaori Shimizu                  | 1.0             | Sí       | Sí       |
| Celty Sturluson          | Durarara!!                                       | Miyuki Sawashiro               | 1.0             | Sí       | Sí       |
| Dokuro Mitsukai          | Bokusatsu Tenshi Dokuro-chan                     | Saeko Chiba                    | 1.2             | Sí       | Sí       |
| Enju Aihara              | Black Bullet                                     | Rina Hidaka                    | 1.15            | Sí       | Sí       |
| Erio Tōwa                | Denpa Onna to Seishun Otoko                      | Asuka Ōgame                    | 1.0             | Sí       | Sí       |
| Floretia Capistrano      | Heavy Object                                     | Shizuka Itō                    | 2.0             | No       | Sí       |
| Haruyuki Arita           | Accel World                                      | Yuuki Kaji                     | 1.0             | Sí       | Sí       |
| Hinata Hakamada          | Ro-Kyu-Bu!                                       | Yui Ogura                      | 1.0             | Sí       | Sí       |
| Holo                     | Spice and Wolf                                   | Ami Koshimizu                  | 1.0             | Sí       | Sí       |
| Iriya Kana               | Iriya no Sora, UFO no Natsu                      | Ai Nonaka                      | 2.15            | No       | Sí       |
| Izaya Orihara            | Durarara!!                                       | Hiroshi Kamiya                 | 1.2             | Sí       | Sí       |
| Kazari Uiharu            | To Aru Majutsu no Index/To Aru Kagaku no Railgun | Aki Toyosaki                   | 2.15            | No       | Sí       |
| Kino                     | Kino no Tabi                                     | Aya Hisakawa                   | 1.0             | Sí       | Sí       |
| Kōko Kaga                | Golden Time                                      | Yui Horie                      | 1.0             | Sí       | Sí       |
| Kojou Akatsuki           | Strike the Blood                                 | Yoshimasa Hosoya               | 1.15            | Sí       | Sí       |
| Kuroneko                 | Ore no Imōto ga Konna ni Kawaii Wake ga Nai      | Kana Hanazawa                  | 1.0             | Sí       | Sí       |
| Leafa                    | Sword Art Online                                 | Ayana Taketatsu                | 1.0             | Sí       | Sí       |
| LLEN                     | Sword Art Online Alternative: Gun Gale Online    | Minami Tsuda                   | 2.2             | No       | Sí       |
| Mashiro Shiina           | Sakura-sō no Pet na Kanojo                       | Ai Kayano                      | 1.0             | Sí       | Sí       |
| Miyuki Shiba             | Mahōka Kōkō no Rettōsei                          | Saori Hayami                   | 2.1             | No       | Sí       |
| Pai Chan                 | Virtua Fighter                                   | Minami Takayama                | 1.2             | Sí       | Sí       |
| Rusian                   | Netoge no Yome wa Onna no Ko Janai to Omotta?    | Toshiyuki Toyonaga             | 2.3             | No       | Sí       |
| Ryūji Takasu             | Toradora!                                        | Junji Majima                   | 1.1             | Sí       | Sí       |
| Sadao Maō                | Hataraku Maō-sama!                               | Ryōta Ōsaka                    | 1.0             | Sí       | Sí       |
| Tatsuya Shiba            | Mahōka Kōkō no Rettōsei                          | Yuichi Nakamura                | 1.1             | Sí       | Sí       |
| Touma Kamijōu            | To Aru Majutsu no Index                          | Atsushi Abe                    | 1.0             | Sí       | Sí       |
| Tomo Asama               | Kyoukai Senjou no Horizon                        | Ami Koshimizu                  | 2.15            | No       | Sí       |
| Wilhelmina Carmel        | Shakugan no Shana                                | Shizuka Itō                    | 1.0             | Sí       | Sí       |
| Zero                     | Zero kara Hajimeru Mahō no Sho                   | Karin Takahashi                | 2.15            | No       | Sí       |

### Otros Personajes
| Personaje de Anime | Series             | Seiyū          | Arcade revision | Original | Ignition |
| ------------------ | ------------------ | -------------- | --------------- | -------- | -------- |
| Heivia Winchell    | Heavy Object       | Kaito Ishikawa | 2.0             | No       | Sí       |
| Milinda Brantini   | Heavy Object       | Eri Suzuki     | 2.0             | No       | Sí       |
| Airi Kashii        | Ro-Kyu-Bu!         | Rina Hidaka    | 1.0             | Sí       | Sí       |
| Alas Ramus         | Hataraku Maō-sama! | Unknown        | 2.0             | No       | Sí       |
| Maho Misawa        | Ro-Kyu-Bu!         | Yuka Iguchi    | 1.0             | Sí       | Sí       |
| Saki Nagatsuka     | Ro-Kyu-Bu!         | Yoko Hikasa    | 1.0             | Sí       | Sí       |

## Recepción
El juego recibió generalmente reseñas mixtas a positivas desde su lanzamiento.